# Christopher William Bunting
Pour les articles homonymes, voir Bunting.
Christopher William Bunting (1er septembre 1837-6 septembre 1872) est un homme politique canadien de l'Ontario. Il est député fédéral libéral-conservateur de la circonscription ontarienne de Welland de 1878 à 1882.

## Biographie
Né à Amigan près de Limerick en Irlande, Bunting émigre au Canada-Ouest avec sa mère et sa sœur en 1850 à la suite du décès de son père. Il travaille ensuite comme journaliste pour le journal torontois The Globle (en) et y travaille aussi comme contremaître. Il travaille ensuite comme marchand épicier pendant onze ans.
En 1877, en partenariat avec John Riordon, il devient copropriétaire du The Toronto Mail (en). En 1895, ils prennent le contrôle du Toronto Empire (en) et fusionnent les deux journaux pour former le The Mail and Empire (en),.
Bunting est élu député libéral-conservateur dans Welland en 1878, il est défait comme candidat sans affiliation politique, mais dans Durham-Ouest, en 1882 contre Edward Blake, chef du Parti libéral.
Il meurt à Toronto d'une maladie rénale à l'âge de 58 ans.